# Vinharje
Vinharje – wieś w Słowenii, w gminie Gorenja vas-Poljane. W 2018 roku liczyła 62 mieszkańców.